# مقاطعة نيورو
مقاطعة نيورو (بالإيطالية : Provincia di Nuoro؛ بالسردينية : Provìntzia de Nùgoro ) هي مقاطعة في جزيرة سردينيا، إيطاليا في منطقة الحكم الذاتي. عاصمتها مدينة نيورو .
تبلغ مساحتها 5.638 كم² . حسب تعداد 2017 يبلغ عدد سكانها 972 210 نسمة. تنقسم المقاطعة إلى 74 بلدية أكبرها من حيث عدد السكان بلدية نيورو البالغ عددهم 925 36 نسمة. ويتوزع باقي السكان على بقية البلديات كالآتي سينيسكولا (492 11 نسمة)، ماكومر (043 10 نسمة)، ودرغالي (576 8 نسمة). (1) بقية البلديات ليست كبيرة نسبيا، فعدد سكان أوليانا 123 7 نسمة وأوروزاي 025 7 نسمة. 
تأسست المقاطعة سنة 1927. (2) سنة 2005، تقلصت مساحة المقاطعة وذلك بسبب تكون 4 مقاطعات جديدة على أرض الجزيرة.
تمتلك الجزيرة عددا من أجمل المحميات الطبيعية في العالم وأكثرها برية. جزء من هذه المحميات تم إدراجها في الحديقة الوطنية لخليج أوروزاي وجينارجنتو وهي تفصل بين مقاطعتي نيورو وأوغليازاترا. 
مقاطعة نيورو هي أحد أقل المقاطعات الأوروبية من حيث الكثافة السكانية. مع ذلك، تعرف بأنها الأكثر كثافة من حيث المعمرين والمعمرين الفائقين.من 5 مارس2001 إلى 3 يناير 2002، سجّل أنطونيو تودي من بلدية تيانا بالمقاطعة كأكبر معمّر في العالم.(3)

## روابط خارجية
- الموقع الرسمي نسخة محفوظة 30 مارس 2018 على موقع واي باك مشين.